# Нефтепровод Баку — Батуми
Нефтепровод Баку — Батум — построен в 1928—1930 годах для транспортировки нефти из района нефтедобычи в окрестностях Баку к побережью Чёрного моря в порт Батум. Техническое руководство разработкой и строительством нефтепровода осуществляла Экспертно-техническая комиссия Госплана СССР, которую возглавлял академик В. Г. Шухов. Автором проекта и главным руководителем строительства был инженер А. В. Булгаков.
Идею строительства нефтепровода выдвинул Д. И. Менделеев в 1880 году. Первый проект нефтепровода Баку — Батум был разработан В. Г. Шуховым ещё в 1884 году и предусматривал строительство нефтепровода диаметром 6 дюймов общей протяженностью 883 километра с 35-ю промежуточными станциями. Но в дальнейшем на его основе был спроектирован керосинопровод меньшего диаметра, построенный в 1897—1907 годах вдоль железной дороги Баку — Батум. Батум после 1936 года стал называться Батуми.
При строительстве нефтепровода использовались 10-дюймовые стальные трубы. Для соединения труб применялась электродуговая сварка. Технологические особенности строительства были первоначально отработаны на нефтепроводе Грозный — Туапсе. В 1943 году в связи с угрозой прорыва немецких войск нефтепровод Баку — Батуми был разобран, а его трубы были использованы для строительства продуктопровода Астрахань — Саратов. В послевоенные годы нефтепровод был восстановлен.
После распада СССР нефтепровод был заменен участком нефтепровода Баку — Тбилиси — Джейхан и нефтепроводом Баку — Супса, построенным с использованием комплектующих и инфраструктуры старого советского Баку-Батумского трубопровода.